# Eliot Gashi
Eliot Gashi (ur. 15 kwietnia 1995) – luksemburski piłkarz występujący na pozycji pomocnika w luksemburskim klubie Union Titus Pétange. W 2013 roku reprezentował Luksemburg w kadrze U-19.

## Kariera klubowa

### Progrès Niedercorn
1 lipca 2013 podpisał kontrakt z klubem Progrès Niedercorn. Zadebiutował 14 września 2013 w meczu Nationaldivisioun przeciwko CS Grevenmacher (4:0).

### Titus Lamadelaine
1 lipca 2014 przeszedł do zespołu Titus Lamadelaine, w którym zadebiutował 23 sierpnia 2014 w meczu Éierepromotioun przeciwko FC Rodange 91 (1:2). Pierwszą bramkę zdobył 14 września 2014 w meczu ligowym przeciwko UNA Strassen (2:1).

### Union Remich-Bous
1 lipca 2015 podpisał kontrakt z drużyną Union Remich-Bous. Zadebiutował 23 sierpnia 2015 w meczu Éierepromotioun przeciwko Jeunesse Canach (0:3), a pierwszą bramkę zdobył 30 sierpnia 2015 w meczu ligowym przeciwko Union 05 Kayl-Tétange (1:2).

### Union Titus Pétange
1 lipca 2016 przeszedł do klubu Union Titus Pétange, w którym zadebiutował 5 października 2016 w meczu Nationaldivisioun przeciwko US Mondorf-les-Bains (0:2). Pierwszą bramkę zdobył 21 maja 2017 w meczu ligowym przeciwko Jeunesse Esch (6:2).

## Kariera reprezentacyjna

### Luksemburg U-19
W 2013 otrzymał powołanie do reprezentacji Luksemburga U-19, w której zadebiutował 14 listopada 2013 w meczu eliminacji do Mistrzostw Europy U-19 2014 przeciwko reprezentacji Portugalii U-19 (3:0).

## Statystyki

### Klubowe
(aktualne na dzień 12 sierpnia 2020)
| Klub                | Sezon              | Liga               | Liga  | Liga   | Puchar kraju | Puchar kraju | Suma  | Suma   |
| Klub                | Sezon              | Liga               | Mecze | Bramki | Mecze        | Bramki       | Mecze | Bramki |
| ------------------- | ------------------ | ------------------ | ----- | ------ | ------------ | ------------ | ----- | ------ |
| Progrès Niedercorn  | 2013/14            | Nationaldivisioun  | 1     | 0      | –            | –            | 1     | 0      |
| Progrès Niedercorn  | Ogólnie            | Ogólnie            | 1     | 0      | 0            | 0            | 1     | 0      |
| Titus Lamadelaine   | 2014/15            | Éierepromotioun    | 23    | 3      | 1            | 0            | 24    | 3      |
| Titus Lamadelaine   | Ogólnie            | Ogólnie            | 23    | 3      | 1            | 0            | 24    | 3      |
| Union Remich-Bous   | 2015/16            | Éierepromotioun    | 16    | 4      | –            | –            | 16    | 4      |
| Union Remich-Bous   | Ogólnie            | Ogólnie            | 16    | 4      | 0            | 0            | 16    | 4      |
| Union Titus Pétange | 2016/17            | Nationaldivisioun  | 11    | 1      | 1            | 0            | 12    | 1      |
| Union Titus Pétange | 2017/18            | Nationaldivisioun  | 19    | 2      | 4            | 2            | 23    | 4      |
| Union Titus Pétange | 2018/19            | Nationaldivisioun  | 15    | 2      | 2            | 0            | 17    | 2      |
| Union Titus Pétange | 2019/20            | Nationaldivisioun  | 14    | 3      | 2            | 0            | 16    | 3      |
| Union Titus Pétange | Ogólnie            | Ogólnie            | 59    | 8      | 9            | 2            | 68    | 10     |
| Ogólnie w karierze  | Ogólnie w karierze | Ogólnie w karierze | 99    | 15     | 10           | 2            | 109   | 17     |

### Reprezentacyjne
| Reprezentacja   | Rok     | Mecze | Bramki |
| --------------- | ------- | ----- | ------ |
| Luksemburg U-19 | 2013    | 3     | 0      |
| Ogólnie         | Ogólnie | 3     | 0      |

| Mecze i gole w reprezentacji | Mecze i gole w reprezentacji | Mecze i gole w reprezentacji   | Mecze i gole w reprezentacji | Mecze i gole w reprezentacji | Mecze i gole w reprezentacji | Mecze i gole w reprezentacji |
| Reprezentacja U-19           | Reprezentacja U-19           | Reprezentacja U-19             | Reprezentacja U-19           | Reprezentacja U-19           | Reprezentacja U-19           | Reprezentacja U-19           |
| Lp.                          | Data                         | Miejsce                        | Przeciwnik                   | Wynik                        | Gol                          | Rozgrywki                    |
| ---------------------------- | ---------------------------- | ------------------------------ | ---------------------------- | ---------------------------- | ---------------------------- | ---------------------------- |
| 1.                           | 14.11.2013                   | Tondela, Portugalia            | Portugalia U-19              | 3:0                          |                              | el. ME U-19 2014             |
| 2.                           | 16.11.2013                   | Penalva do Castelo, Portugalia | Norwegia U-19                | 1:5                          |                              | el. ME U-19 2014             |
| 3.                           | 19.11.2013                   | Tondela, Portugalia            | San Marino U-19              | 0:4                          |                              | el. ME U-19 2014             |